# 4-tiouridina
La 4-tiouridina es un nucleótido atípico formado con la base 4-tiouracilo que se encuentra en el ARN de transferencia (ARNt). Se ha determinado su biosíntesis.